# Due assi nella manica
Due assi nella manica (Not with My Wife, You Don't!) è un film del 1966, diretto da Norman Panama, interpretato da Tony Curtis, Virna Lisi e George C. Scott.

## Trama
Tom Ferris, un ambizioso ufficiale dell'aviazione USA, non si ferma davanti a nulla pur di ottenere una promozione e questo suo "impegno" nella ricerca dell'avanzamento della sua carriera lo porta progressivamente a trascurare la bella moglie ed ex infermiera Julie. Dopo che questi è partito per un corso di sopravvivenza nel Labrador riappare Tank Martin, un altro ufficiale, amico di Tom, che, durante la guerra di Corea, gli aveva già conteso l'amore di Julie.

## Curiosità
Come già avvenuto nel primo film americano di Virna Lisi Come uccidere vostra moglie (1965) di Richard Quine, per esigenze pratiche di doppiaggio la futura moglie di Tom Ferris, che nell'originale è l'infermiera italiana Julietta Perodi, nella versione italiana diventa la spagnola Giulia Parilla. Durante il film compare  anche una sequenza girata in un cinema romano, dove una lunga scena del fantomatico film italiano proiettato ("Arrivederci Mondo" di Antonio Merletta) viene interamente doppiato in spagnolo. Per la stessa ragione anche il personaggio della cameriera interpretato da Karla Most da italiano diventa spagnolo.